# Има повече от един начин за правене
Има повече от един начин за правене (на английски: There's more than one way to do it; с абревиатури TMTOWTDI и TIMTOWTDI) е девиз за програмиране на Perl. Езикът е създаден с тази идея, тъй като „не се опитва да казва на програмиста как да програмира“. Както твърдят привържениците на този девиз, тази философия улеснява писането на кратки изречения като:
```
print
 
if
 
1
..
3
 
or
 
/match/

```

или по-традиционните:
```
if
 
(
1
..
3
 
или
 
/match/
)
 
{
 
print
 
}

```

или дори по-сложните:
```
use
 
English
;

if
 
(
$INPUT_LINE_NUMBER
 
>=
 
1
 
and
 
$INPUT_LINE_NUMBER
 
<=
 
3
 
or
 
$ARG
 
=~
 
m/match/
)
 
{

    
print
 
$ARG
;

}

```

Девизът е бил много обсъждан в общността на Perl, като в крайна сметка е разширен до „Има повече от един начин да го направиш, но понякога и последователността не е нещо лошо“ (съответната абревиатура на английски е TIMTOWTDIBSCINABTE).
За контраст, част от Дзен на Python гласи: „Трябва да има един, и за предпочитане само един, очевиден начин да се прави нещо.“